# Ansoáin
Ansoain là một đô thị trong tỉnh và cộng đồng tự trị Navarre, Tây Ban Nha. Đô thị này có diện tích là 1,91 ki-lô-mét vuông, dân số năm 2007 là 10.088 người.
Đô thị nằm ở độ cao m trên 426 mực nước biển.

## Hành chính
| 2007-2011 | Antonio Gila Gila    | PSN |
| 2003-2007 | Alfredo García López | PSN |
| 1999-2003 | Alfredo García López | PSN |
| 1995-1999 | Alfredo García López | PSN |
| 1991-1995 | Alfredo García López | PSN |

## Biến động dân số
Ansoain là đô thị có dân số đông thứ 9 ở Navarre, sau các đô thị Pampelune (200 000 người), Tudela (32 000 người), Barañáin (21 000 người), Burlada (18 000 người), Zizur Mayor (14 300 người), Estella (13800 người), Tafalla (11 500 người), Villava (11 000 người) et Ansoáin (9 900 người)

| Biến động dân số                                        | Biến động dân số | Biến động dân số | Biến động dân số | Biến động dân số | Biến động dân số | Biến động dân số | Biến động dân số | Biến động dân số | Biến động dân số | Biến động dân số |
| 1996                                                    | 1998             | 1999             | 2000             | 2001             | 2002             | 2003             | 2004             | 2005             | 2006             | 2007             |
| ------------------------------------------------------- | ---------------- | ---------------- | ---------------- | ---------------- | ---------------- | ---------------- | ---------------- | ---------------- | ---------------- | ---------------- |
| 5 396                                                   | 6 027            | 6 479            | 7 133            | 7 656            | 8 175            | 8 854            | 9 526            | 9 862            | 9 952            | 10 088           |
| Sources: Ansoáin et instituto de estadística de navarra |                  |                  |                  |                  |                  |                  |                  |                  |                  |                  |